# Henning Rasmussen
Pour les articles homonymes, voir Rasmussen.
Henning Rasmussen, né le 26 mai 1926 à Viborg (Danemark) et mort le 4 mars 1997 à Esbjerg (Danemark), est un homme politique danois, membre des Sociaux-démocrates, ancien ministre et ancien député au Parlement (le Folketing).